# اندیس گوزل بولاغ
گوزل بولاغ یک اندیس فلزی است که در حوالی شهر صائین قلعه استان آذربایجان غربی قرار دارد و مادهٔ معدنی موجود در آن، مس است.  